# Peperomia pongoana
Peperomia pongoana är en pepparväxtart som beskrevs av William Trelease. Peperomia pongoana ingår i släktet peperomior, och familjen pepparväxter. Inga underarter finns listade i Catalogue of Life.